# Rugby 7 en los Juegos Mundiales

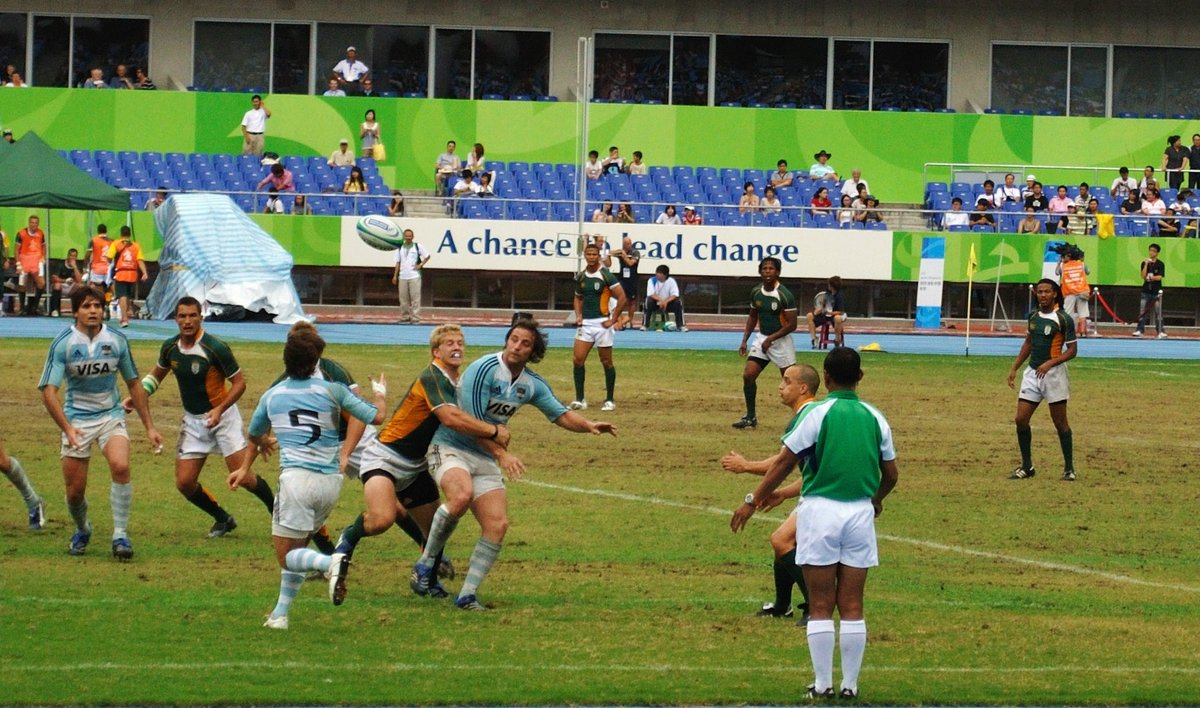
Partido entre Sudáfrica y Argentina en rugby 7 en los Juegos Mundiales

El rugby 7 fue una de las tantas disciplinas de los Juegos Mundiales.
Se jugó por primera vez en Akita 2001, en la VI edición de los Juegos, se siguió disputando consecutivamente en las ediciones de 2005, 2009 y en 2013 siendo la selección de Fiyi la de mejor desempeño al obtener tres medallas de oro de las 4 que se disputaron. En Cali 2013 fue la última vez que se presentó, ya que el rugby 7 pasó a ser una disciplina olímpica a partir de Río 2016.

## Historial
| Evento         | Oro       | Plata     | Bronce        |
| -------------- | --------- | --------- | ------------- |
| Akita 2001     | Fiyi      | Australia | Nueva Zelanda |
| Duisburgo 2005 | Fiyi      | Sudáfrica | Argentina     |
| Kaohsiung 2009 | Fiyi      | Portugal  | Sudáfrica     |
| Cali 2013      | Sudáfrica | Argentina | Canadá        |

## Medallero
| Núm. | País          | Oro | Plata | Bronce | Total |
| ---- | ------------- | --- | ----- | ------ | ----- |
| 1    | Fiyi          | 3   | 0     | 0      | 3     |
| 2    | Sudáfrica     | 1   | 1     | 1      | 3     |
| 3    | Argentina     | 0   | 1     | 1      | 2     |
| 4    | Australia     | 0   | 1     | 0      | 1     |
| 4    | Portugal      | 0   | 1     | 0      | 1     |
| 6    | Nueva Zelanda | 0   | 0     | 1      | 1     |
| 6    | Canadá        | 0   | 0     | 1      | 1     |
|      | TOTAL         | 4   | 4     | 4      | 12    |

Nota: El torneo de los Juegos Mundiales 2013 es el último considerado